# Predappio

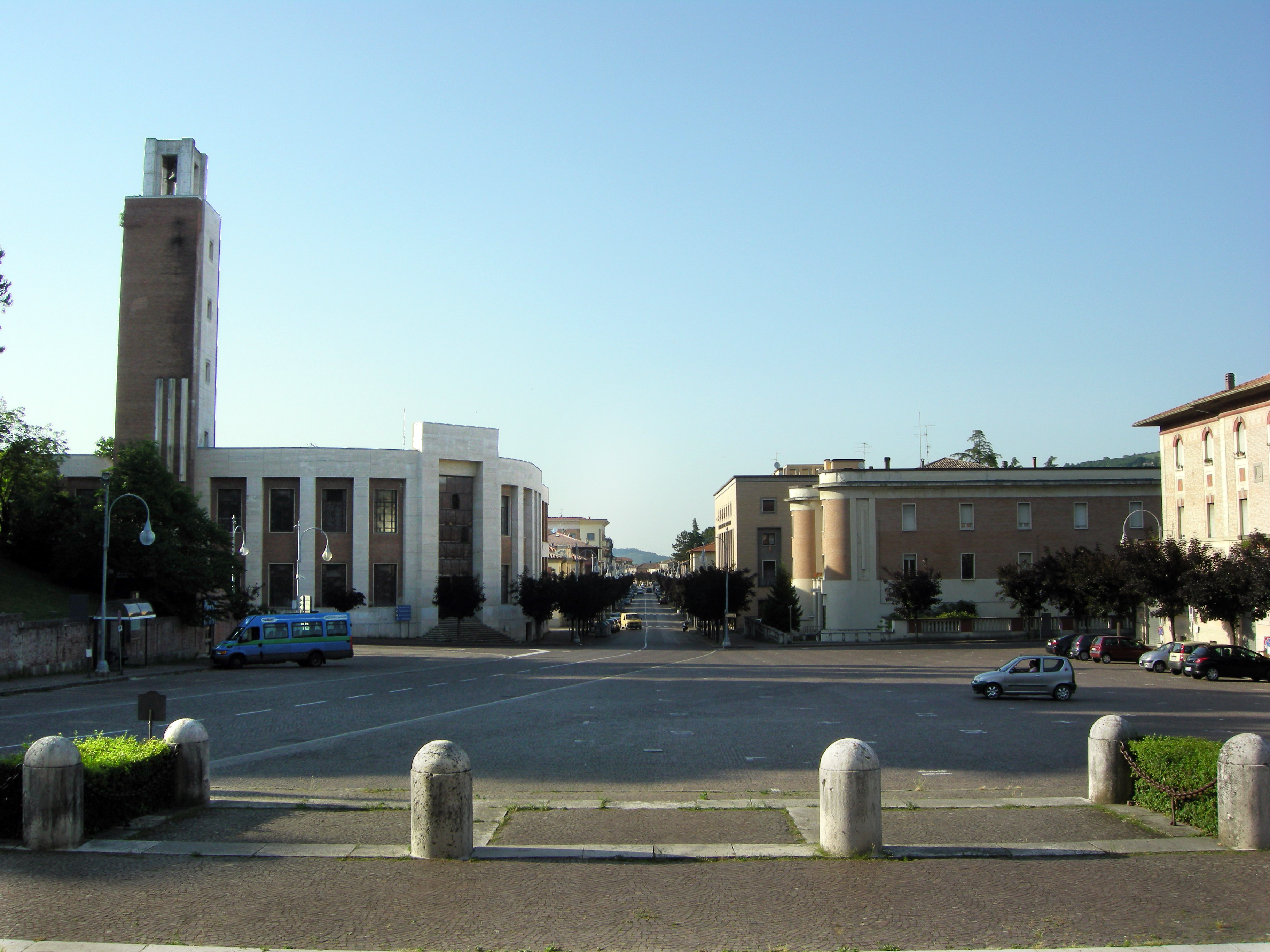
Huvudgatan i Predappio.

Predappio är en ort och kommun i provinsen Forlì-Cesena i regionen Emilia-Romagna i norra Italien. Kommunen hade 6 285 invånare (2018) och gränsar till kommunerna Castrocaro Terme e Terra del Sole, Civitella di Romagna, Dovadola, Forlì, Galeata, Meldola och Rocca San Casciano.
Italiens diktator Benito Mussolini (1883–1945) föddes i Predappio och har i staden även fått sitt sista vilorum.